# Aciculata
Aciculata ist der Name einer Ordnung meist räuberischer oder aasfressender, frei lebender Vielborster (Polychaeta) in der Unterklasse Palpata, die in Meeren weltweit zu finden sind. Von ihrem Umfang her entsprechen sie der Ordnung Errantia (Audouin & H. Milne Edwards, 1832), die deswegen als Synonym betrachtet wird, und umfassen knapp die Hälfte aller Familien der Polychaeta.

## Merkmale
Kennzeichnend für die Aciculata sind, wie der Name des Taxons bereits sagt, zur Fortbewegung geeignete Parapodien, in die Aciculae eingelagert sind, modifizierte Borsten, die als Innenskelett diesen und an die mehrere Muskeln ansetzen. Die Aciculata haben lappenförmige Parapodien mit einem dorsalen Notopodium und einem ventralen Neuropodium. In jedem dieser vier Zweige befindet sich mindestens eine Acicula, die im Allgemeinen im Borstenfollikel verbleibt und nicht nach außen wächst. Darüber hinaus haben die Aciculata zusammengesetzte Borsten, deren zwei Glieder durch ein Gelenk verbunden sind. An den Notopodien sitzen dorsale Cirren, an den Neuropodien ventrale Cirren. Am Prostomium befinden sich als Grundbauplan drei rostroventral ausgerichtete Antennen – eine Mittelantenne und zwei Seitenantennen –, in die vom Vorderteil des Gehirns Nerven führen. Allerdings kann die Zahl der Antennen reduziert sein; so gibt es etwa in der Gattung Nereis nur zwei Seitenantennen und keine Mittelantenne.
Der Name des traditionellen Taxons Errantia, das mit den Aciculata übereinstimmt, bezieht sich auf die große Beweglichkeit und das nicht ortsgebundene Leben dieser Vielborster. Die diesen gegenübergestellten Sedentaria, die ortsgebunden in Wohnröhren leben, sind allerdings keine monophyletische Gruppe.

## Verbreitung, Lebensraum und Lebensweise
Die Aciculata sind in Meeren weltweit sowohl auf weichen als auch auf harten Substraten verbreitet. Sie bewegen sich aktiv, laufen, schwimmen, kriechen, bohren sich durch das Substrat oder kriechen in Felsspalten. Manche Arten bauen Wohnröhren, die sie aber zur Nahrungssuche verlassen.
Die meisten Aciulata sind entweder Aasfresser oder Prädatoren, die mit ihren kräftigen Mandibeln Krebse, Muscheln, Hydrozoen, Schwämme oder Polychaeten erbeuten. Einige Arten sind Kommensalen an Schwämmen, Nesseltieren, Stachelhäutern, Krebsen oder Polychaeten. In seltenen Fällen gibt es auch Parasiten an anderen Polychaeten (Familie Arabellidae).

## Systematik
Die Ordnung Aciculata bildet laut der Systematik nach Rouse & Fauchald von 1998 mit ihrer Schwestergruppe, den Canalipalpata, die Unterklasse Palpata.
Laut dieser Systematik gehören zur Ordnung Aciculata die Unterordnungen Phyllodocida und Eunicida mit nachfolgenden Familien:
- Phyllodocida
  - Acoetidae
  - Aphroditidae
  - Eulepethidae
  - Polynoidae
  - Sigalionidae
  - Pholoidae
  - Chrysopetalidae
  - Glyceridae
  - Goniadidae
  - Paralacydoniidae
  - Pisionidae
  - Lacydoniidae
  - Phyllodocidae
  - Nephtyidae
  - Nereididae
  - Hesionidae
  - Pilargidae
  - Sphaerodoridae
  - Syllidae
- Eunicida
  - Amphinomidae
  - Euphrosinidae
  - Dorvilleidae
  - Lumbrineridae
  - Eunicidae
  - Onuphidae